# Jabulani Ncobeni
Nkosingiphile Jabulani Ncubeni (Pietermaritzburg, 18 dicembre 1992) è un calciatore sudafricano, centrocampista del svincolato.

## Caratteristiche tecniche
È un centrocampista.

## Carriera

### Club
Prodotto giovanile del Durban City, nel 2009 esordisce in prima squadra.
Dopo un'esperienza al Bloemfontein Celtic, si trasferisce al Thanda Royal Zulu.
Nel 2017 si trasferisce all'AmaZulu
Nel 2021, dopo il fallimento del Bloemfontein Celtic, diventa un nuovo giocatore del Royal AM.

### Nazionale
Nel 2011 ha giocato 3 partite nella nazionale sudafricana Under-20.